# Cmentarz Komunalny w Krośnie
Cmentarz Komunalny w Krośnie – cmentarz w Krośnie.